# Comédies Jean Lefebvre
Comédies Jean Lefebvre est une collection de 4 téléfilms de 90 minutes en coproduction franco-suissee, et diffusée dans la case Les comédies du samedi soir du 28 septembre 1991  sur La Cinq au 3 février 1993 sur M6. 

## Historique
Comédies Jean Lefebvre est la conséquence des quotas de production française imposés à la fin des années 1980. Cette collection a été initiée par le groupe Hachette en 1991 étant devenu actionnaire de La Cinq. Malheureusement, la chaîne cessera d'émettre avant d'en diffuser l'intégralité. Les téléfilms restant, seront diffusés sur M6. Le titre de la collection ne sera jamais utilisé à l'antenne.

## Distribution
- Jean Lefebvre : divers personnages principaux

## Épisodes
1. Papy Superstar[1], réal. Serge Pénard, diffusé le 28 septembre 1991[2] sur La Cinq. Rediffusion le 20 janvier 1993[3] sur M6.
2. Bienvenue à Bellefontaine[1], réal. Gérard Louvin, diffusé le 9 décembre 1992[4] sur M6.
3. Feu Monsieur Muset[1], réal. George Mihalka, diffusé le 30 décembre 1992[5] sur M6.
4. Le Gourou Occidental[1], réal. Danièle J. Suissa, diffusé le 3 février 1993[6] sur M6.